# Forrest Percival Sherman
Forrest Percival Sherman, ameriški admiral, * 30. oktober 1896, Merrimack, New Hampshire, ZDA, † 22. julij 1951, Neapelj, Italija.
Po njem so poimenovali dva rušilca USS Forrest Sherman in otok Sherman Island (Antarktika).